# Viking Press
Viking Press — американское книжное издательство. С 1975 года входит в состав издательской группы Penguin Random House. Основано в Нью-Йорке 1 марта 1925 года Гарольдом Гинзбургом и Джорджем Оппенгеймом. Название и логотип компании — викингская лодка, нарисованная Рокуэллом Кентом. Предполагалось, что они будут пробуждать идеи об открытиях и предприимчивости, связанными с образом викингов и самим словом «викинг».
Гинзбург, выпускник Гарварда и бывший сотрудник «Саймона и Шустера», и Оппенгеймер, выпускник Уильямс-колледжа и Альфред А. Кнопф, основал Viking с целью публикации документальной и «выдающейся художественной литературы, претендующей на постоянное значение, а не на эфемерную популярную литературу». Вскоре после этого к фирме присоединился Б. В. Хюбш. Сын Гарольда Гинзбурга, Томас, стал президентом в 1961 году.
Издательство стало родным для многих выдающихся писателей, публицистов и сценаристов. Пятеро авторов, издававшихся в Viking Press, были удостоены Нобелевской премии по литературе, а один получил Нобелевскую премию мира. Издания Viking Press также многократно удостаивались Пулитцеровской премии, Национальной книжной награды США и других важных литературных наград.
К 2011 году Viking Press издаёт в среднем около 100 книг в год. Издательство знаменито тем, что выпускает как коммерчески успешную художественные произведения, так и академическую литературу и публицистику. Академическую литературу в мягкой обложке издаёт Penguin Books, а коммерческую художественную литературу — Signet Books или Putnam Books. Президентом Viking Press в настоящее время является Клэйр Феррэро.
Подразделение детской литературы Viking Children’s Book организовано в 1933 году. Редактором во время основания был Мэй Масси. Одним из импринтов этого подразделения является Viking Kestrel. Книги, выпущенные этим подразделением, выигрывали медали Калдекотта и Ньюбери. Среди изданных детских произведений — «Двадцать один воздушный шар» Уильяма Пене Дюбуа (1947 год, медаль Ньюбери 1948 года), «Кордурой», «Дайте дорогу утятам», «Противный сырный человек» (1993), «Изгои», «Пеппи Длинныйчулок», «История Фердинанда». Изданием детской литературы в мягких обложках занимается Puffin Books и его импринты Speak и Firebird Books. Президентом Viking Children’s сейчас является Регина Хэйес.

## Авторы, сотрудничающие с издательством
Viking Press публикует книги следующих писателей и общественных деятелей:
- Абдалла II, король Иордании
- Сол Беллоу
- Людвиг Бемельманс
- Т. Корагессан Бойл
- Розанна Кэш
- Теодор Дрепер
- Ким Эдвардс
- Элизабет Гилберт
- Хелен Филдинг
- Маргарет Румер Годден
- Грэм Грин
- Марта Граймс
- Жан Карон
- Гаррисон Кейллор
- Уильям Кеннеди
- Джек Керуак
- Сью Монк Кидд
- Терри Макмиллан
- Стивен Кинг
- Кейт Середи
- Томас Пинчон
- Артур Миллер
- Ребекка Уэст
- Джон Стейнбек
- Карл Ван Дорен

## Известные издания
- Папа Гитлера